# 光輝里 (高雄市)
光輝里位於台灣高雄市左營區，是左營區最北端的里，有1,215戶，人口有2,793人。
里靠近楠梓區交界形成一個商圈，鄰近半屏山、臺灣高鐵左營站、高雄捷運油廠國小站、國軍高雄總醫院左營分院、海軍軍官學校、高雄國家體育場、海軍左營基地、楠梓產業園區。

## 歷史
本里原為莒光里之一部份。於民國65年7月1日劃出，命名光輝里，有光明成輝之意。
本里鄰近台灣中油宿舍及海軍軍官學校，是一個單純寧靜的社區。
里內位於和光街及後昌路有許多小吃及賣場，擁有極佳的生活便利性。
更有一群熱心的鄰長及環保志工每天做資源回收及里內守望相助巡視，為里內環境及治安默默奉獻心力。